# Kurt Steffens

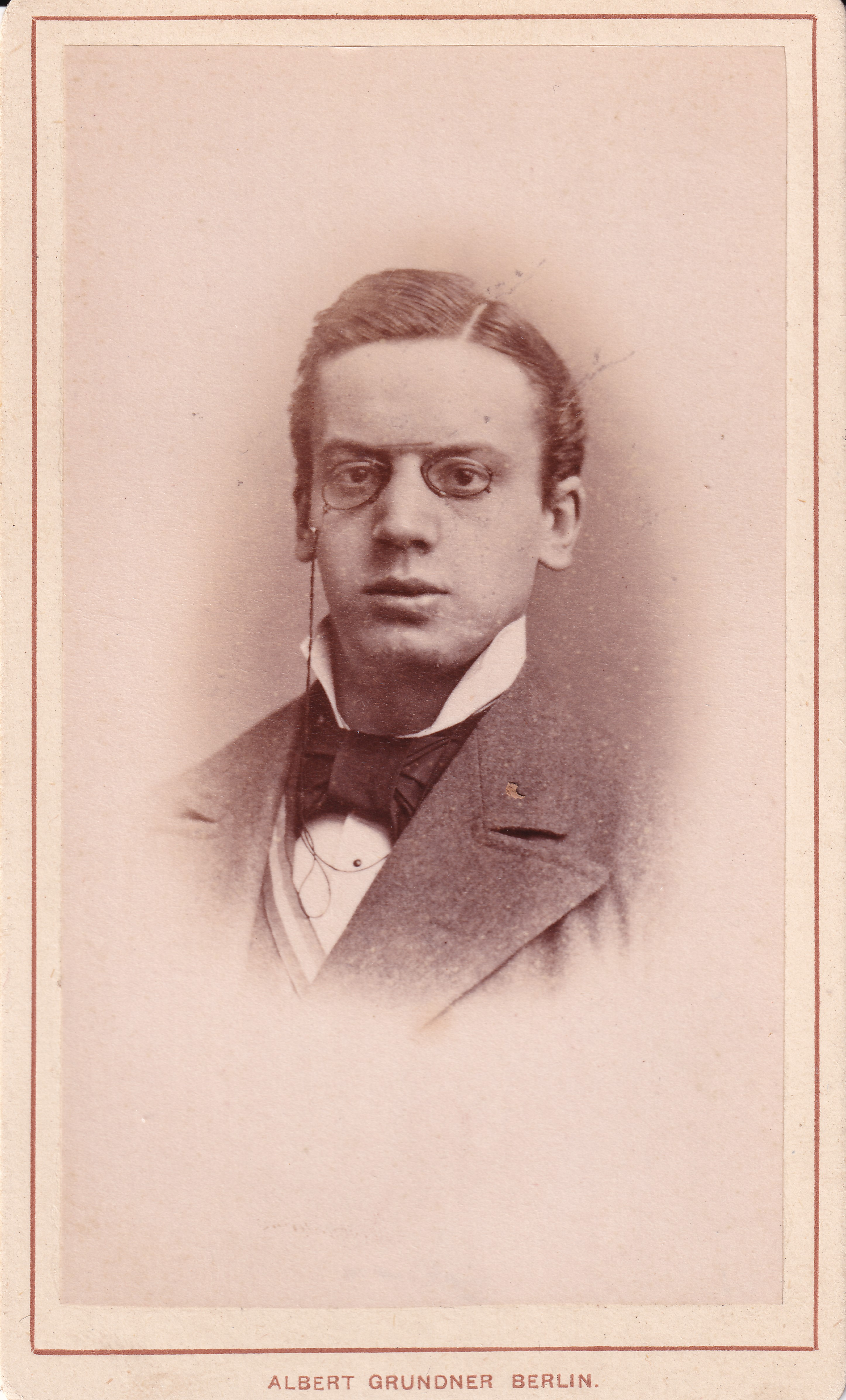
Kurt Steffens als Student, um 1874

Gustav Kurt Steffens (* 22. April 1855 in Danzig; † 23. August 1910 in Neustadt in Westpreußen) war ein deutscher Verwaltungsbeamter.

## Leben
Kurt Steffens studierte Rechtswissenschaften an der Ruprecht-Karls-Universität Heidelberg. 1874 wurde er Mitglied des Corps Rhenania Heidelberg. Nach dem Studium trat er in den preußischen Staatsdienst ein. Von 1882 bis 1883 absolvierte er das Regierungsreferendariat bei der Regierung in Danzig. 1883 bestand er das Regierungsassessor-Examen. Von 1895 bis 1903 war er Landrat des Landkreises Fulda. Zuletzt lebte er in Danzig-Langfuhr.